# 曹又参
曹又参（1901年3月15日—1970年9月1日），又名曹汉杰，陕西横山县雷龙湾乡海流兔河曹家峁村（今属榆阳区补浪河乡）人。银川专署专员、宁夏回族自治区政协常委、自治区参事室副主任。

## 生平
兄弟八人行七，有三个姐姐。十岁前家境富裕，后因毛乌素沙地沙害导致农田草原沙化，家境贫困下来。11岁起断断续续读私塾、15岁入读横山县高小、1917年夏考入陕北联合县立榆林中学。1921年中学毕业后赴北京，榆林中学校长杜斌丞用榆林道津贴资助，1922年考入北京平民大学政治经济系，与北大的共产党李子洲交往。1925年大学毕业，应杜斌丞聘请任榆林中学训育主任兼体育教员。1926年春经过杜斌丞活动，当上了靖边县宁条梁县佐。同阎揆要、石子俊、王子元、张润民、杨子显、杨觉天等六人秘密开会并宣誓“倒井”，联络与蒲城系部队不和的陕北地方部队“兵暴”。1926年冬辞去宁条梁县佐。1927年春,井岳秀的部队改编为国民联军第九路，石谦任第六旅旅长，李象九升任营长。到1927年秋联络了30个连，包括以李象九、谢子长等党员为骨干的石谦第六旅（一说第十一旅）、任和亭团的石子俊等4个连、高景明团的李植卿等4个连、段得胜团的一部、左协中团的一部、各县少许民团、驻神木的高志清部。准备农历九月初十分南、西、东3路围攻榆林井岳秀。井岳秀以七月初十举办五十大寿约石谦来榆林，1927年8月22日石谦在旅店被井岳秀派人刺杀。继而围攻李象九营，李象九、谢子长等党员率部发动清涧起义。“倒井”失败后曹又参被通缉，1927年冬、1928年秋两次亡命北京。1929年春到绥远第一师范任教。1929年秋冬回到三边。
1945年10月初，西北局书记高岗派杜立亭希望曹又参和新十一旅走上反内战的民主之路。曹又参认为自己带兵起义影响太小，着全身疖病赴榆林去劝说邓宝珊。第二团团长史钫城等军官密谋策划准备突然袭击旅部和第一团。中共地下党组织紧急决定立即起义，由牛化东任总指挥。1945年10月25日拂晓，第一团官兵发动起义成功，即安边起义。1947年夏患伤寒病，到晋绥边区养病。病愈出院后到绥德县义合镇陕甘宁晋绥联防军区司令部一边休养、一边学习。系统阅读马列经典著作和毛泽东著作，参加了新式整军运动和著名的西北局义合会议。1948年8月由贺龙、军区副司令员王维舟、军区政治部组织部部长谭生彬介绍，经中共中央批准，曹又参加入中国共产党。1949年9月任中国人民解放军银川军事管制委员会副主任。
中华人民共和国成立后，1949年12月任宁夏军区副司令员，1950年3月24日与曹动之到阿拉善旗定远营，代表宁夏省委、省人民政府、省军区，宣布成立中共阿拉善旗工委、阿拉善旗自治区人民政府。任命达理札雅为旗政府主席，罗巴图孟柯、陈爱尔德尼巴图、云祥生为副主席，至4月中旬招降滞留在中蒙边界图克木庙一带的德王、李守信部投诚的“蒙古自治政府”、“蒙古军总司令部”军政人员及布里亚特牧民940人，既往不咎全部按照意愿给予安置。1954年主动申请转业到地方从事农牧业工作或民族宗教研究，任西北行政委员会畜牧部副部长，未及上任因大行政区撤销，改任银川专署专员。因向甘肃省反映1955、1956年对银川专区粮油高征购，在1957年底至1958年初甘肃省第二次党代会上，与省委常委副省长孙殿才，副省长陈成义、银川地委第一书记梁大钧，省委秘书长陆为公，民政厅副厅长刘余生，司法厅副厅长王新潮等人被打成“右派反党集团”。1958年2月召开的中共甘肃省委二届二次会议上都被开除党籍、撤职、降级、下放劳动。1958年9月，宁夏回族自治区成立，自治区党委认为对曹又参处理不当，任命其为自治区政协常委兼自治区人民政府参事室副主任。1962年底中央批准甄别平反，恢复党籍，恢复原职级。1970年9月1日因脑溢血逝世。